# Erika Böhm-Vitense
Erika Helga Ruth Böhm-Vitense (Kurau, Alemania, 3 de junio de 1923 - Seattle, Estados Unidos, 21 de enero de 2017) fue una astrofísica estadounidense de origen alemán conocida por su trabajo sobre las estrellas variables cefeidas y la convección en atmósferas estelares.

## Biografía
Böhm-Vitense nació como 'Erika Helga Ruth Vitense en Kurau, Alemania, siendo la segunda de tres hermanas. Sus padres, Wilma y Hans Vitense fueron maestros y criaron a sus hijas en Lübeck, Alemania. Erika comenzó sus estudios de pregrado en la Universidad de Tubinga, en 1943, pero se mudó a la Universidad de Kiel en 1945 buscando un departamento de astronomía más actualizado e innovador que el de la primera institución.
Completó su licenciatura en 1948, tras los que permaneció en Kiel para cursar sus estudios de posgrado. Trabajó con Albrecht Unsöld en su tesis acerca de los coeficientes de absorción continua en función de la presión y la temperatura en el Sol, defendida en 1951 y obteniendo así su título de doctorado.
Después de obtener su doctorado, Erika permaneció en Kiel como investigadora asociada y, dos años después, publicar Die Wasserstoffkonvektionszone der Sonne. Mit 11 Textabbildungen (que se traduce como La zona de convección de hidrógeno del Sol, acompañado de once ilustraciones con texto). Ha sido citada más de 300 veces desde su publicación.
Después de casarse, en 1954, ella y su esposo fueron visitantes en el Observatorio Lick y la Universidad de California, Berkeley durante un año. A su regreso a Kiel, su esposo, también  astrofísico, ocupó un puesto de tenencia.
En 1968, ambos se mudaron a la Universidad de Washington para comenzar como asociada sénior de investigación. Obtuvo un puesto de profesora a tiempo completo en 1971 para más adelante convertirse en profesora emérita. Durante su tiempo en la Universidad de Washington, realizó contribuciones fundamentales para la comprensión de las estrellas binarias, las temperaturas estelares, la actividad cromosférica, la rotación y la convección solares. También realizó contribuciones sustanciales a los fundamentos de la teoría de la longitud de la mezcla, trabajo que continuó durante el resto de su carrera.
Alrededor de 1978, Erika descubrió de que la banda de luz ultravioleta era la mejor forma de realizar observaciones de las cromosferas estelares. El International Ultraviolet Explorer (IUE) se lanzó en enero de 1978, y gracias a la información proporcionada pudo ampliar su trabajo.
Erika falleció el 21 de enero de 2017 en Seattle, Washington.